# مينورو كيمورا
مينورو كيمورا هو ملاكم كيك بوكسينغ برازيلي، ولد في 9 سبتمبر 1993 في كوريتيبا في البرازيل.